# 密歇根鎮區 (印地安納州拉波特縣)
密西根鎮區（英語：Michigan Township）是位於美國印地安納州拉波特縣的一個行政鎮區。

## 地方資料
根據2010年美國人口普查的數據，密西根鎮區的面積為71.10平方千米，當中陸地面積為46.40平方千米，而水域面積為24.70平方千米。當地共有人口27522人，而人口密度為每平方千米387.09人。